# Ga Jung-dong (Busan)
Ga Jung-dong (tiếng Hàn: 중동역; Hanja: 中洞驛) là ga trên tuyến Tàu điện ngầm Busan tuyến 2 ở Jung-dong, quận Haeundae, Busan, Hàn Quốc.

## Liên kết
- (tiếng Hàn) Thông tin ga từ Tổng công ty vận chuyển Busan